# Коттидж-Гров (Миннесота)
Коттидж-Гров (англ. Cottage Grove) — город в округе Вашингтон, штат Миннесота, США. На площади 98,2 км² (88 км² — суша, 10,2 км² — вода), согласно переписи 2007 года, проживают 33 081 человек. Плотность населения составляет 347,5 чел./км².
- Телефонный код города — 651
- Почтовый индекс — 55016
- FIPS-код города — 27-13456[1]
- GNIS-идентификатор — 0659701[2]